# Конрад I фон Роде-Лимер
Конрад I фон Роде-Лимер (на немски: Konrad Graf von Rode-Limmer; † сл. 1200) е граф на Роде-Лимер, съдийски господар между 1185 и 1200 г. в Зеелзе в региона на Хановер.

## Произход, управление и наследство
Той е син на граф Хилдеболд I фон Роде-Лимер-Вунсторф († сл. 1141) и съпругата му фон Депенау, дъщеря на Куно I/ Конрад I фон Депенау. Внук е на Хойер фон Рипен († сл. 1124).
Резиденцията на графовете фон Роден е в Роде при Минден. Конрад получава през 1160 и 1168 г. графството Хановер от херцог Хайнрих Лъв. През 1179 г. той започва да строи в интерес на Хайнрих Лъв замък Хонрот при Ринтелн, който след свалянето на херцога през 1180 г. е разрушен от графовете фон Шаумбург. След това графовете фон Роден се оттеглят обратно в тяхната собственост в територията Вунсторф-Лиммер-Хановер и напускат територията на Везер.
Конрад създава воден замък при Лимер (в Хановер), който е обсаден през 1189 г., а Хановер е превзет. Конрад I построява през 1196 г. манастир „Мариенвердер“ и го определя за гробно място на своята фамилия.
Неговите наследници са синовете му Конрад II и Хилдеболд II, които управляват първо заедно и през 1215 г. разделят наследството.

## Фамилия
Конрад I фон Роде-Лимер се жени за Кунигунда фон Хаген ам Елм († сл. 1195), дъщеря на Херман I фон Хаген († ок. 1200) и Одилхилд. Те имат децата:
- Хилдеболд II фон Роде-Лимер († 1228), женен за Хедвиг фон Олденбург-Олденбург († сл. 1250), дъщеря на граф Мориц фон Олденбург († 1209) и Салома фон Викрат († сл. 1211)
- дъщеря фон Роде, омъжена за граф Бернхард I фон Попенбург-Шпигелберг († 1244)
- Гербургис фон Роден († сл. 1245), омъжена за граф Хайнрих I фон Люхов († сл. 1236)
- Кунигунда фон Лимер († сл. 1239), омъжена за граф Готшалк I фон Пирмонт († сл. 1247)
- Конрад II фон Лимер-Лауенроде-Роден († сл. 1225), женен за Хедвиг († сл. 1236)
- Хайнрих I фон Роден († сл. 1200)